# Rombout Pauwels

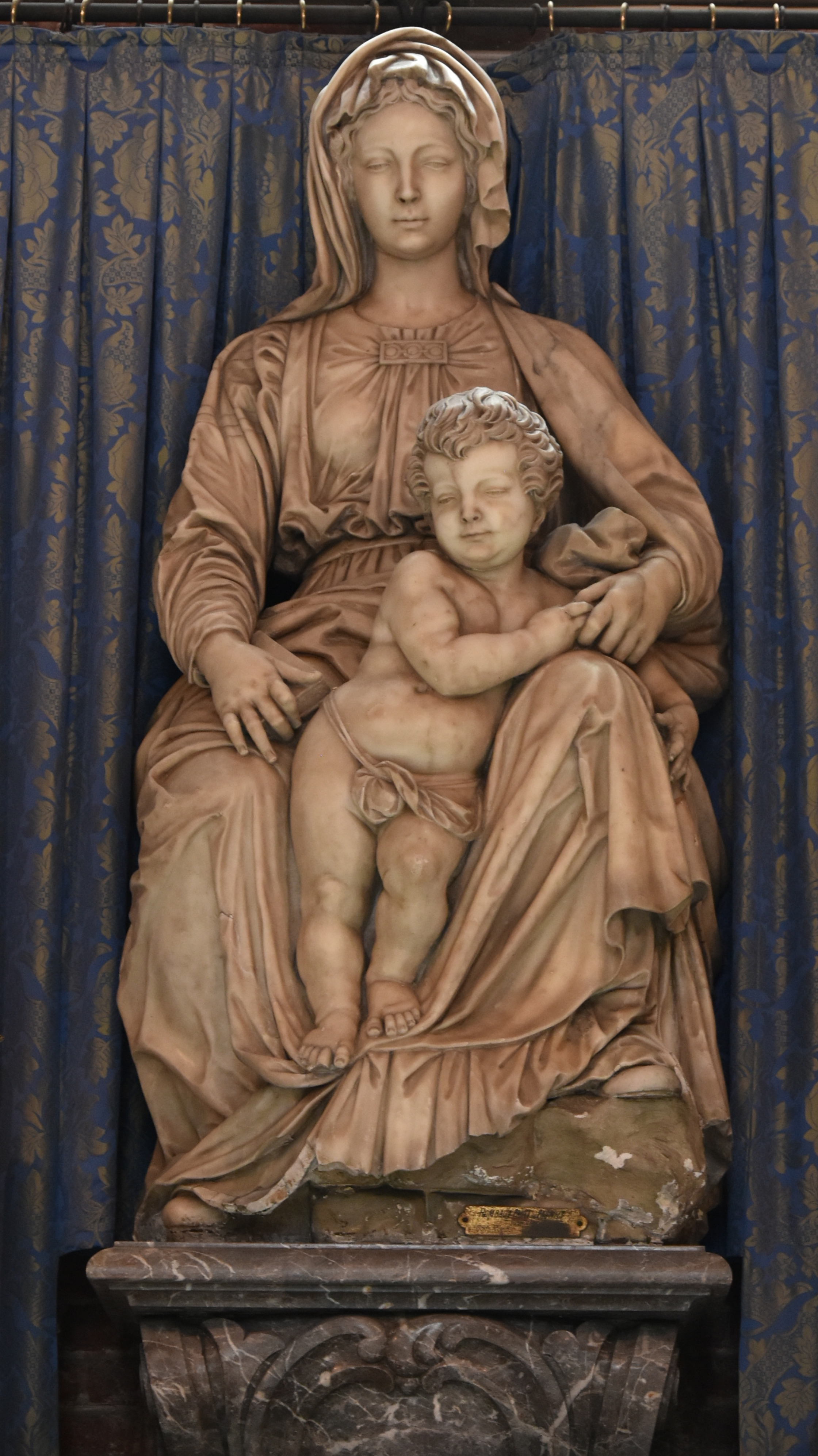
Madonna met Kind van Rombout Pauwels in de Sint-Michielskerk (Gent)

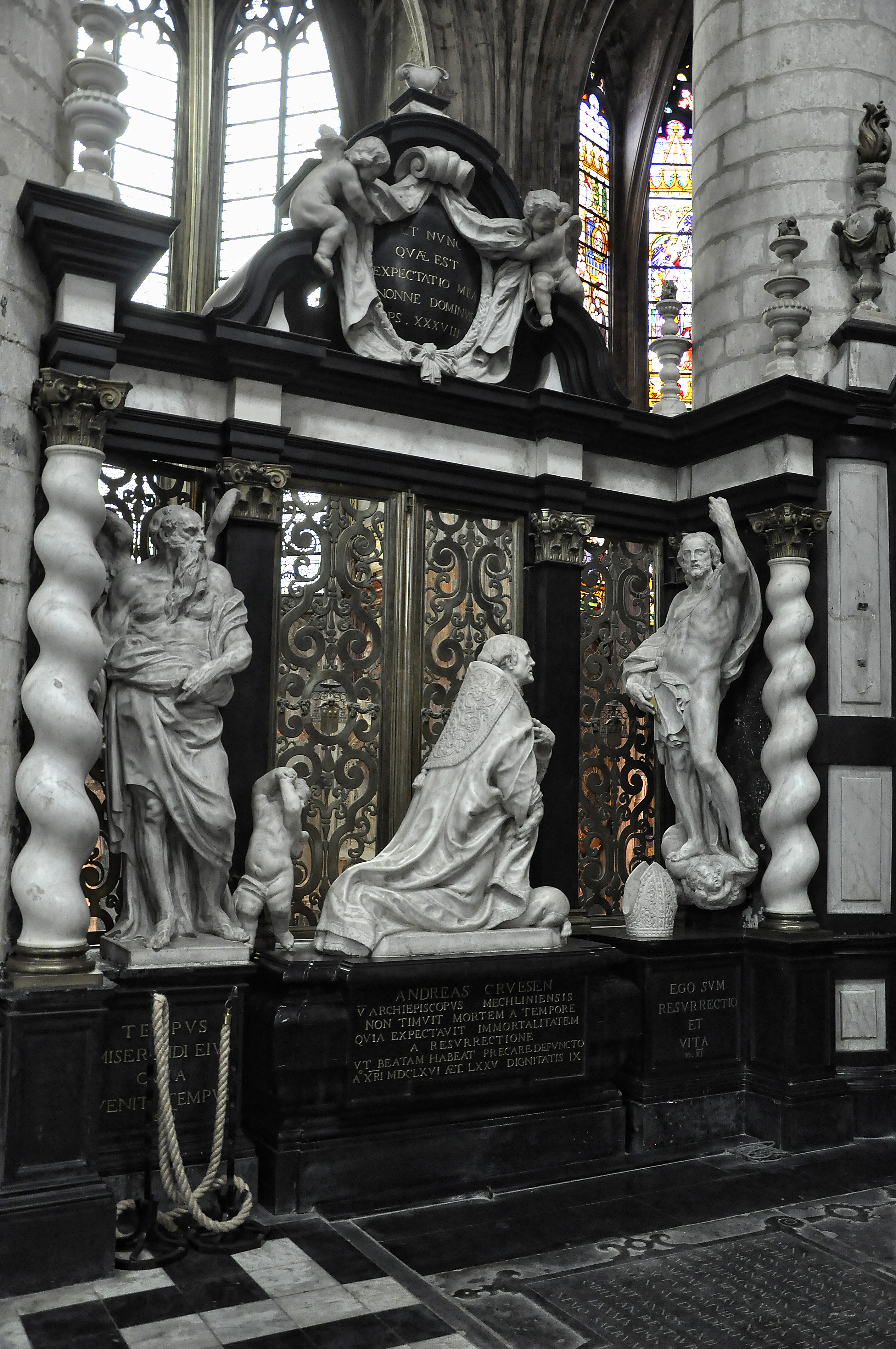
Graf van bisschop Andreas Cruesen in de Sint-Romboutskathedraal

Rombout Pauwels (Mechelen, ca. 1625 – Gent, 4 januari 1692), ook gekend als Rombaut Pauwels en Romboout Pauli was een Zuid-Nederlands beeldhouwer.
Rombout Pauwels was een leerling van Rombout Verstappen en Jacob Voorspoel. In Rome leerde hij de kunst van Frans Duquesnoy kennen. Samen met Hiëronymus Duquesnoy de Jonge en Artus Quellinus introduceerde hij diens gematigde barokstijl in de Nederlanden. Vanaf 1656 was hij werkzaam in Gent. Zijn hoofdwerken zijn het grafmonument voor aartsbisschop Andreas Cruesen uit 1660 en het hoofdaltaar uit 1660-1665, beide in de Sint-Romboutskathedraal in Mechelen.

## Madonna met Kind
Het beeld in de Sint-Michielskerk te Gent (zie afbeelding) werd eerst toegeschreven aan Karel Van Poucke. Het is een poging van de kunstenaar om het beeld van Michelangelo in de Onze-Lieve-Vrouwekerk te Brugge te kopiëren. Tegelijkertijd paste hij het aan aan de tijdsgeest van toen en dekte de naaktheid van Jezus af met een sluier. Daar waar het beeld van Michelangelo de relatie tussen Moeder en Kind toont, laat Pauwels Jezus los van zijn moeder, alsof het de wereld gaat verkennen.

## Galerij

Het beeld van Michelangelo
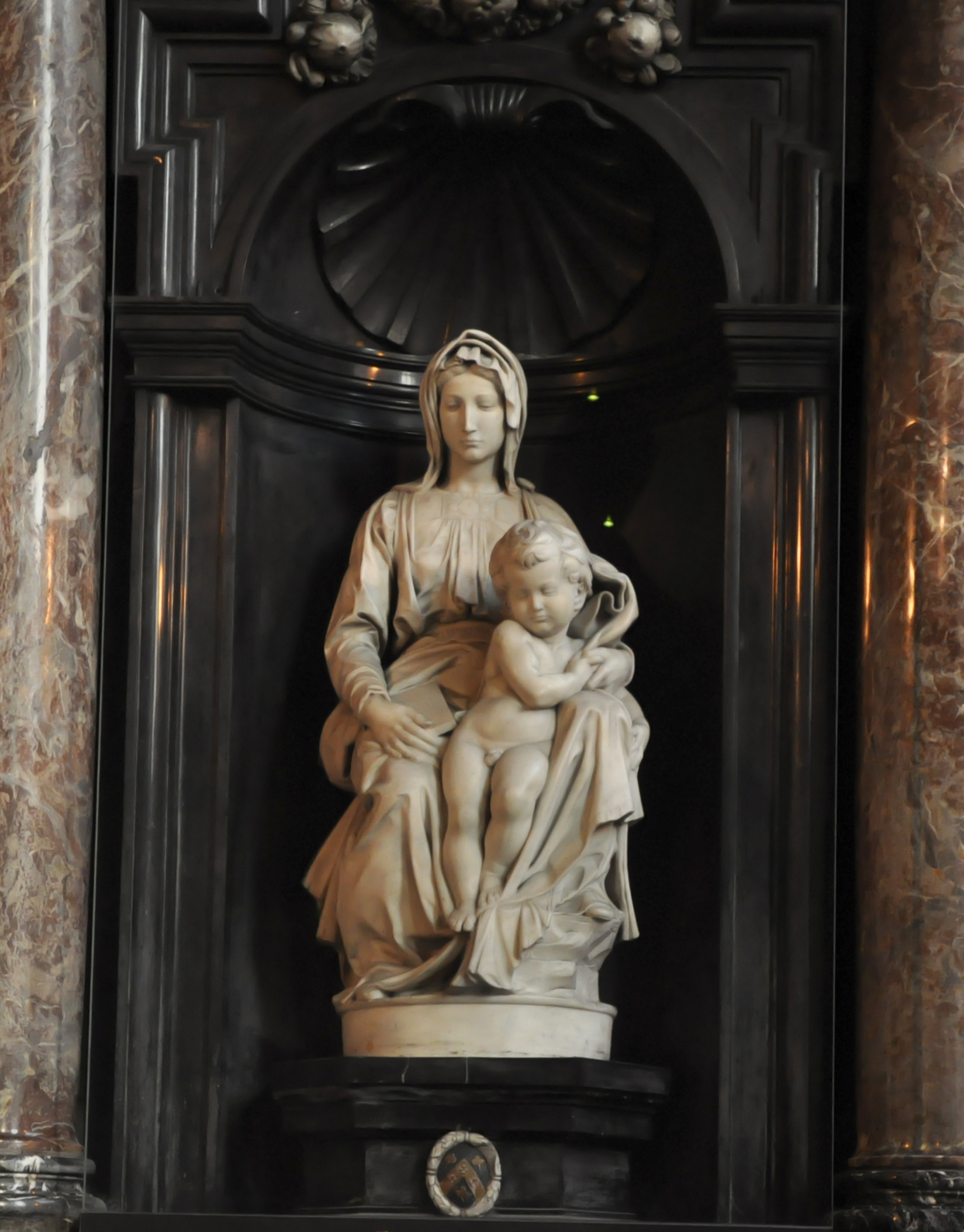

- RKD-Nederlands Instituut voor Kunstgeschiedenis: 444625